# Coupe du monde masculine espoirs de hockey sur gazon 2025
Navigation
Kuala Lumpur 2023 2027
La Coupe du monde masculine espoirs de hockey sur gazon 2025 sera la 14e édition de la Coupe du monde masculine espoirs de hockey sur gazon, compétition organisée par la FIH et qui réunit les meilleures sélections nationales espoirs. Elle se déroulera en décembre 2025 et sera organisée par l'Inde.

## Préparation de l'événement

### Désignation du pays organisateur
Le 11 juin 2024, l'Inde a été désigné pour accueillir la Coupe du monde espoirs 2025 soit la première avec l'extension de 16 à 24 équipes, il s'agit de la 4e organisation de l'Inde après trois organisations récentes à New Delhi en 2013, à Lucknow en 2016, et à Bhubaneswar en 2021,.

### Villes et stades
Le 28 mars 2025, la fédération Hockey India a annoncé que Chennai et Madurai sont les deux villes hôtes pour la Coupe du monde espoirs 2025.
| [[Fichier:India location map.svg\|240px\|{{#if:\|{{{alt}}}\|Coupe du monde masculine espoirs de hockey sur gazon 2025 est dans la page Inde.]]Chennai Madurai | Chennai                            | Madurai                 |
| --- | ---------------------------------- | ----------------------- |
| [[Fichier:India location map.svg\|240px\|{{#if:\|{{{alt}}}\|Coupe du monde masculine espoirs de hockey sur gazon 2025 est dans la page Inde.]]Chennai Madurai | Mayor Radhakrishnan Hockey Stadium | MGR Race Course Stadium |
| [[Fichier:India location map.svg\|240px\|{{#if:\|{{{alt}}}\|Coupe du monde masculine espoirs de hockey sur gazon 2025 est dans la page Inde.]]Chennai Madurai | Capacité: 8 670                    | Capacité: 10 000        |
| [[Fichier:India location map.svg\|240px\|{{#if:\|{{{alt}}}\|Coupe du monde masculine espoirs de hockey sur gazon 2025 est dans la page Inde.]]Chennai Madurai |                                    |                         |

## Équipes qualifiées
L'Inde est qualifiée d'office en tant que pays organisateur. Les 23 autres places seront attribuées à l'issue des tournois continentaux.
Le 10 avril 2024, la procédure de qualification a été approuvée par la FIH.
| Pays hôte & tournois continentaux                  | Pays hôte & tournois continentaux | Pays hôte & tournois continentaux | Pays hôte & tournois continentaux | Pays hôte & tournois continentaux           |
| Compétition                                        | Dates                             | Lieu                              | Quotas                            | Qualifiés                                   |
| -------------------------------------------------- | --------------------------------- | --------------------------------- | --------------------------------- | ------------------------------------------- |
| Pays hôte                                          | 11 juin 2024                      | NC                                | 1                                 | Inde                                        |
| Coupe d'Amérique espoirs 2024                      | 3 - 12 juillet 2024               | Surrey                            | 3                                 | Argentine Canada Chili                      |
| Euro espoirs 2024                                  | 14 - 20 juillet 2024              | Terrassa                          | 3                                 | Espagne Pays-Bas Belgique                   |
| Coupe d'Asie espoirs 2024                          | 26 novembre - 4 décembre 2024     | Mascate                           | 3                                 | Pakistan Japon Malaisie                     |
| Coupe d'Océanie espoirs 2025                       | 30 janvier - 2 février 2025       | Auckland                          | 2                                 | Australie Nouvelle-Zélande                  |
| Coupe d'Afrique espoirs 2024                       | 18 - 25 avril 2025                | Windhoek                          | 3                                 | Afrique du Sud Namibie Égypte               |
| Les 8 meilleures équipes des tournois continentaux |                                   |                                   |                                   |                                             |
| Compétition                                        | Dates                             | Lieu                              | Quotas                            | Qualifiés                                   |
| Euro espoirs 2024                                  | 14 - 20 juillet 2024              | Terrassa                          | 5                                 | Allemagne Angleterre France Autriche Suisse |
| Coupe d'Asie espoirs 2024                          | 26 novembre - 4 décembre 2024     | Mascate                           | 2                                 | Bangladesh Chine Thaïlande                  |
| Réallocation                                       | 15 avril 2025                     | NC                                | 1                                 | Irlande                                     |
| Réallocation                                       | 19 juin 2025                      | NC                                | 1                                 | Corée du Sud                                |
| Total                                              | Total                             | Total                             | 24                                |                                             |

## Format

### De seize à vinqt-quatre équipes
Le 29 janvier 2024, lors de l'Assemblée générale à Mascate à Oman, la FIH a décidé d'élargir la compétition de 16 à 24 participants, c'est la première fois que 24 équipes doivent se retrouver en phase finale de la Coupe du monde espoirs. Ce nouveau format permet à toutes les équipes de jouer six matchs durant la compétition.

### Critères de départage
En cas d'égalité de points entre plusieurs équipes, les critères suivants sont appliqués dans l'ordre indiqué pour établir leur classement:
1. Plus grand nombre de victoires,
2. Meilleure différence de buts,
3. Plus grand nombre de buts marqués,
4. Plus grand nombre de points marqués entre les équipes concernées,
5. Plus grand nombre de buts marqués de plein jeu.

## Tirage au sort
Le tirage au sort a lieu le 24 juin 2025. La composition des chapeaux est annoncée le 19 juin 2025.
| Équipe      | Rang |
| ----------- | ---- |
| Allemagne T | 1    |
| Inde PO     | 2    |
| Argentine   | 3    |
| Espagne     | 4    |
| Pays-Bas    | 5    |
| France      | 6    |

| Équipe           | Rang |
| ---------------- | ---- |
| Belgique         | 7    |
| Australie        | 8    |
| Pakistan         | 9    |
| Afrique du Sud   | 10   |
| Malaisie         | 11   |
| Nouvelle-Zélande | 12   |

| Équipe       | Rang |
| ------------ | ---- |
| Corée du Sud | 13   |
| Canada       | 14   |
| Égypte       | 15   |
| Angleterre   | 16   |
| Japon        | 17   |
| Chili        | 18   |

| Équipe     | Rang |
| ---------- | ---- |
| Autriche   | 19   |
| Bangladesh | 20   |
| Irlande    | 22   |
| Suisse     | 26   |
| Chine      | 33   |
| Namibie    | 34   |

## Déroulement de la phase finale

### Premier tour
Les 24 équipes sont réparties dans 6 groupes de 4 équipes au premier tour. Le format est celui d'un tournoi toutes rondes simple : chaque équipe joue un match contre les 3 autres équipes du même groupe.
À la fin du premier tour, le premier de chaque groupe et les deux meilleurs deuxièmes se qualifient pour les quarts de finale, les quatre moins bon deuxièmes et les quatre meilleurs troisièmes se qualifient pour les matchs de classement entre les neuvième et seizième places, et les deux moins bons troisièmes et le dernier de chaque groupe se qualifient pour les matchs de classement entre les dix-septième et vingt-quatrième places.
Légende :
- Quarts de finale
- Classement des deuxièmes et troisièmes de groupe
- Matchs de classement pour la 17e place

#### Groupe A
Les matchs du groupe A se déroulent au MGR Race Course Stadium à Madurai.
| Rang | Équipe         | Pts | J | G | N | P | Bp | Bc | Diff |
| ---- | -------------- | --- | - | - | - | - | -- | -- | ---- |
| 1    | Allemagne T    | 0   | 0 | 0 | 0 | 0 | 0  | 0  | 0    |
| 2    | Afrique du Sud | 0   | 0 | 0 | 0 | 0 | 0  | 0  | 0    |
| 3    | Canada         | 0   | 0 | 0 | 0 | 0 | 0  | 0  | 0    |
| 4    | Irlande        | 0   | 0 | 0 | 0 | 0 | 0  | 0  | 0    |

| 28-30 novembre 2025 | Allemagne | -   | Canada | MGR Race Course Stadium, Madurai |                             |
|                     |           | (-) |        | Arbitrage : Arbitre vidéo :      | Arbitrage : Arbitre vidéo : |

| 28-30 novembre 2025 | Afrique du Sud | -   | Irlande | MGR Race Course Stadium, Madurai |                             |
|                     |                | (-) |         | Arbitrage : Arbitre vidéo :      | Arbitrage : Arbitre vidéo : |

| 29 novembre-1er décembre 2025 | Canada | -   | Irlande | MGR Race Course Stadium, Madurai |                             |
|                               |        | (-) |         | Arbitrage : Arbitre vidéo :      | Arbitrage : Arbitre vidéo : |

| 29 novembre-1er décembre 2025 | Afrique du Sud | -   | Allemagne | MGR Race Course Stadium, Madurai |                             |
|                               |                | (-) |           | Arbitrage : Arbitre vidéo :      | Arbitrage : Arbitre vidéo : |

| 30 novembre-2 décembre 2025 | Allemagne | -   | Irlande | MGR Race Course Stadium, Madurai |                             |
|                             |           | (-) |         | Arbitrage : Arbitre vidéo :      | Arbitrage : Arbitre vidéo : |

| 30 novembre-2 décembre 2025 | Canada | -   | Afrique du Sud | MGR Race Course Stadium, Madurai |                             |
|                             |        | (-) |                | Arbitrage : Arbitre vidéo :      | Arbitrage : Arbitre vidéo : |

#### Groupe B
Les matchs du groupe B se déroulent au Mayor Radhakrishnan Hockey Stadium à Chennai.
| Rang | Équipe   | Pts | J | G | N | P | Bp | Bc | Diff |
| ---- | -------- | --- | - | - | - | - | -- | -- | ---- |
| 1    | Inde PO  | 0   | 0 | 0 | 0 | 0 | 0  | 0  | 0    |
| 2    | Pakistan | 0   | 0 | 0 | 0 | 0 | 0  | 0  | 0    |
| 3    | Chili    | 0   | 0 | 0 | 0 | 0 | 0  | 0  | 0    |
| 4    | Suisse   | 0   | 0 | 0 | 0 | 0 | 0  | 0  | 0    |

| 28-30 novembre 2025 | Pakistan | -   | Suisse | Mayor Radhakrishnan Hockey Stadium, Chennai |                             |
|                     |          | (-) |        | Arbitrage : Arbitre vidéo :                 | Arbitrage : Arbitre vidéo : |

| 28-30 novembre 2025 | Inde | -   | Chili | Mayor Radhakrishnan Hockey Stadium, Chennai |                             |
|                     |      | (-) |       | Arbitrage : Arbitre vidéo :                 | Arbitrage : Arbitre vidéo : |

| 29 novembre-1er décembre 2025 | Chili | -   | Suisse | Mayor Radhakrishnan Hockey Stadium, Chennai |                             |
|                               |       | (-) |        | Arbitrage : Arbitre vidéo :                 | Arbitrage : Arbitre vidéo : |

| 29 novembre-1er décembre 2025 | Inde | -   | Pakistan | Mayor Radhakrishnan Hockey Stadium, Chennai |                             |
|                               |      | (-) |          | Arbitrage : Arbitre vidéo :                 | Arbitrage : Arbitre vidéo : |

| 30 novembre-2 décembre 2025 | Chili | -   | Pakistan | Mayor Radhakrishnan Hockey Stadium, Chennai |                             |
|                             |       | (-) |          | Arbitrage : Arbitre vidéo :                 | Arbitrage : Arbitre vidéo : |

| 30 novembre-2 décembre 2025 | Inde | -   | Suisse | Mayor Radhakrishnan Hockey Stadium, Chennai |                             |
|                             |      | (-) |        | Arbitrage : Arbitre vidéo :                 | Arbitrage : Arbitre vidéo : |

#### Groupe C
Les matchs du groupe C se déroulent au Mayor Radhakrishnan Hockey Stadium à Chennai.
| Rang | Équipe           | Pts | J | G | N | P | Bp | Bc | Diff |
| ---- | ---------------- | --- | - | - | - | - | -- | -- | ---- |
| 1    | Argentine        | 0   | 0 | 0 | 0 | 0 | 0  | 0  | 0    |
| 2    | Nouvelle-Zélande | 0   | 0 | 0 | 0 | 0 | 0  | 0  | 0    |
| 3    | Japon            | 0   | 0 | 0 | 0 | 0 | 0  | 0  | 0    |
| 4    | Chine            | 0   | 0 | 0 | 0 | 0 | 0  | 0  | 0    |

| 28-30 novembre 2025 | Argentine | -   | Japon | Mayor Radhakrishnan Hockey Stadium, Chennai |                             |
|                     |           | (-) |       | Arbitrage : Arbitre vidéo :                 | Arbitrage : Arbitre vidéo : |

| 28-30 novembre 2025 | Nouvelle-Zélande | -   | Chine | Mayor Radhakrishnan Hockey Stadium, Chennai |                             |
|                     |                  | (-) |       | Arbitrage : Arbitre vidéo :                 | Arbitrage : Arbitre vidéo : |

| 29 novembre-1er décembre 2025 | Japon | -   | Chine | Mayor Radhakrishnan Hockey Stadium, Chennai |                             |
|                               |       | (-) |       | Arbitrage : Arbitre vidéo :                 | Arbitrage : Arbitre vidéo : |

| 29 novembre-1er décembre 2025 | Nouvelle-Zélande | -   | Argentine | Mayor Radhakrishnan Hockey Stadium, Chennai |                             |
|                               |                  | (-) |           | Arbitrage : Arbitre vidéo :                 | Arbitrage : Arbitre vidéo : |

| 30 novembre-2 décembre 2025 | Argentine | -   | Chine | Mayor Radhakrishnan Hockey Stadium, Chennai |                             |
|                             |           | (-) |       | Arbitrage : Arbitre vidéo :                 | Arbitrage : Arbitre vidéo : |

| 30 novembre-2 décembre 2025 | Japon | -   | Nouvelle-Zélande | Mayor Radhakrishnan Hockey Stadium, Chennai |                             |
|                             |       | (-) |                  | Arbitrage : Arbitre vidéo :                 | Arbitrage : Arbitre vidéo : |

#### Groupe D
Les matchs du groupe D se déroulent au MGR Race Course Stadium à Madurai.
| Rang | Équipe   | Pts | J | G | N | P | Bp | Bc | Diff |
| ---- | -------- | --- | - | - | - | - | -- | -- | ---- |
| 1    | Espagne  | 0   | 0 | 0 | 0 | 0 | 0  | 0  | 0    |
| 2    | Belgique | 0   | 0 | 0 | 0 | 0 | 0  | 0  | 0    |
| 3    | Égypte   | 0   | 0 | 0 | 0 | 0 | 0  | 0  | 0    |
| 4    | Namibie  | 0   | 0 | 0 | 0 | 0 | 0  | 0  | 0    |

| 28-30 novembre 2025 | Espagne | -   | Égypte | MGR Race Course Stadium, Madurai |                             |
|                     |         | (-) |        | Arbitrage : Arbitre vidéo :      | Arbitrage : Arbitre vidéo : |

| 28-30 novembre 2025 | Belgique | -   | Namibie | MGR Race Course Stadium, Madurai |                             |
|                     |          | (-) |         | Arbitrage : Arbitre vidéo :      | Arbitrage : Arbitre vidéo : |

| 29 novembre-1er décembre 2025 | Égypte | -   | Namibie | MGR Race Course Stadium, Madurai |                             |
|                               |        | (-) |         | Arbitrage : Arbitre vidéo :      | Arbitrage : Arbitre vidéo : |

| 29 novembre-1er décembre 2025 | Belgique | -   | Espagne | MGR Race Course Stadium, Madurai |                             |
|                               |          | (-) |         | Arbitrage : Arbitre vidéo :      | Arbitrage : Arbitre vidéo : |

| 30 novembre-2 décembre 2025 | Espagne | -   | Namibie | MGR Race Course Stadium, Madurai |                             |
|                             |         | (-) |         | Arbitrage : Arbitre vidéo :      | Arbitrage : Arbitre vidéo : |

| 30 novembre-2 décembre 2025 | Égypte | -   | Belgique | MGR Race Course Stadium, Madurai |                             |
|                             |        | (-) |          | Arbitrage : Arbitre vidéo :      | Arbitrage : Arbitre vidéo : |

#### Groupe E
Les matchs du groupe E se déroulent au MGR Race Course Stadium à Madurai.
| Rang | Équipe     | Pts | J | G | N | P | Bp | Bc | Diff |
| ---- | ---------- | --- | - | - | - | - | -- | -- | ---- |
| 1    | Pays-Bas   | 0   | 0 | 0 | 0 | 0 | 0  | 0  | 0    |
| 2    | Malaisie   | 0   | 0 | 0 | 0 | 0 | 0  | 0  | 0    |
| 3    | Angleterre | 0   | 0 | 0 | 0 | 0 | 0  | 0  | 0    |
| 4    | Autriche   | 0   | 0 | 0 | 0 | 0 | 0  | 0  | 0    |

| 28-30 novembre 2025 | Pays-Bas | -   | Angleterre | MGR Race Course Stadium, Madurai |                             |
|                     |          | (-) |            | Arbitrage : Arbitre vidéo :      | Arbitrage : Arbitre vidéo : |

| 28-30 novembre 2025 | Malaisie | -   | Autriche | MGR Race Course Stadium, Madurai |                             |
|                     |          | (-) |          | Arbitrage : Arbitre vidéo :      | Arbitrage : Arbitre vidéo : |

| 29 novembre-1er décembre 2025 | Angleterre | -   | Autriche | MGR Race Course Stadium, Madurai |                             |
|                               |            | (-) |          | Arbitrage : Arbitre vidéo :      | Arbitrage : Arbitre vidéo : |

| 29 novembre-1er décembre 2025 | Malaisie | -   | Pays-Bas | MGR Race Course Stadium, Madurai |                             |
|                               |          | (-) |          | Arbitrage : Arbitre vidéo :      | Arbitrage : Arbitre vidéo : |

| 30 novembre-2 décembre 2025 | Pays-Bas | -   | Autriche | MGR Race Course Stadium, Madurai |                             |
|                             |          | (-) |          | Arbitrage : Arbitre vidéo :      | Arbitrage : Arbitre vidéo : |

| 30 novembre-2 décembre 2025 | Angleterre | -   | Malaisie | MGR Race Course Stadium, Madurai |                             |
|                             |            | (-) |          | Arbitrage : Arbitre vidéo :      | Arbitrage : Arbitre vidéo : |

#### Groupe F
Les matchs du groupe C se déroulent au Mayor Radhakrishnan Hockey Stadium à Chennai.
| Rang | Équipe       | Pts | J | G | N | P | Bp | Bc | Diff |
| ---- | ------------ | --- | - | - | - | - | -- | -- | ---- |
| 1    | France       | 0   | 0 | 0 | 0 | 0 | 0  | 0  | 0    |
| 2    | Australie    | 0   | 0 | 0 | 0 | 0 | 0  | 0  | 0    |
| 3    | Corée du Sud | 0   | 0 | 0 | 0 | 0 | 0  | 0  | 0    |
| 4    | Bangladesh   | 0   | 0 | 0 | 0 | 0 | 0  | 0  | 0    |

| 28-30 novembre 2025 | France | -   | Corée du Sud | Mayor Radhakrishnan Hockey Stadium, Chennai |                             |
|                     |        | (-) |              | Arbitrage : Arbitre vidéo :                 | Arbitrage : Arbitre vidéo : |

| 28-30 novembre 2025 | Australie | -   | Bangladesh | Mayor Radhakrishnan Hockey Stadium, Chennai |                             |
|                     |           | (-) |            | Arbitrage : Arbitre vidéo :                 | Arbitrage : Arbitre vidéo : |

| 29 novembre-1er décembre 2025 | Corée du Sud | -   | Bangladesh | Mayor Radhakrishnan Hockey Stadium, Chennai |                             |
|                               |              | (-) |            | Arbitrage : Arbitre vidéo :                 | Arbitrage : Arbitre vidéo : |

| 29 novembre-1er décembre 2025 | Australie | -   | France | Mayor Radhakrishnan Hockey Stadium, Chennai |                             |
|                               |           | (-) |        | Arbitrage : Arbitre vidéo :                 | Arbitrage : Arbitre vidéo : |

| 30 novembre-2 décembre 2025 | France | -   | Bangladesh | Mayor Radhakrishnan Hockey Stadium, Chennai |                             |
|                             |        | (-) |            | Arbitrage : Arbitre vidéo :                 | Arbitrage : Arbitre vidéo : |

| 30 novembre-2 décembre 2025 | Corée du Sud | -   | Australie | Mayor Radhakrishnan Hockey Stadium, Chennai |                             |
|                             |              | (-) |           | Arbitrage : Arbitre vidéo :                 | Arbitrage : Arbitre vidéo : |

### Meilleurs deuxièmes
Deux équipes classées deuxièmes de leur groupe sont repêchées pour compléter le tableau des quarts de finale tandis que les quatre moins bon deuxièmes complètent le tableau de classement pour la 9e place. Pour départager les six équipes classées deuxièmes de leur groupe, un classement est effectué en comparant les résultats dans leur groupe respectif de chacune des équipes:
| Rang | Équipe      | Pts | J | G | N | P | Bp | Bc | Diff |
| ---- | ----------- | --- | - | - | - | - | -- | -- | ---- |
| 1    | A2 (Grp. A) | 0   | 0 | 0 | 0 | 0 | 0  | 0  | 0    |
| 2    | B2 (Grp. B) | 0   | 0 | 0 | 0 | 0 | 0  | 0  | 0    |
| 3    | C2 (Grp. C) | 0   | 0 | 0 | 0 | 0 | 0  | 0  | 0    |
| 4    | D2 (Grp. D) | 0   | 0 | 0 | 0 | 0 | 0  | 0  | 0    |
| 5    | E2 (Grp. E) | 0   | 0 | 0 | 0 | 0 | 0  | 0  | 0    |
| 6    | F2 (Grp. F) | 0   | 0 | 0 | 0 | 0 | 0  | 0  | 0    |

### Meilleurs troisièmes
Quatre équipes classées troisièmes de leur groupe sont repêchées pour compléter le tableau de classement pour la 9e tandis que les deux moins bon troisièmes complètent le tableau de classement pour la 17e place. Pour départager les six équipes classées troisièmes de leur groupe, un classement est effectué en comparant les résultats dans leur groupe respectif de chacune des équipes:
| Rang | Équipe      | Pts | J | G | N | P | Bp | Bc | Diff |
| ---- | ----------- | --- | - | - | - | - | -- | -- | ---- |
| 1    | A3 (Grp. A) | 0   | 0 | 0 | 0 | 0 | 0  | 0  | 0    |
| 2    | B3 (Grp. B) | 0   | 0 | 0 | 0 | 0 | 0  | 0  | 0    |
| 3    | C3 (Grp. C) | 0   | 0 | 0 | 0 | 0 | 0  | 0  | 0    |
| 4    | D3 (Grp. D) | 0   | 0 | 0 | 0 | 0 | 0  | 0  | 0    |
| 5    | E3 (Grp. E) | 0   | 0 | 0 | 0 | 0 | 0  | 0  | 0    |
| 6    | F3 (Grp. F) | 0   | 0 | 0 | 0 | 0 | 0  | 0  | 0    |

### Phase de classement
Les matchs de classement entre les dix-septième et vingt-quatrième places se déroulent au MGR Race Course Stadium à Madurai tandis que les matchs de classement entre les neuvième et seizième places se déroulent au Mayor Radhakrishnan Hockey Stadium à Chennai.

#### Tableau de classement pour la17eplace
|  | Quarts de finale pour la 17e place | Quarts de finale pour la 17e place | Quarts de finale pour la 17e place | Quarts de finale pour la 17e place |  |  | Demi-finales pour la 17e place | Demi-finales pour la 17e place | Demi-finales pour la 17e place | Demi-finales pour la 17e place |                           |                           | Match pour la 17e place   | Match pour la 17e place   | Match pour la 17e place   | Match pour la 17e place   |
|  |                                    |                                    |                                    |                                    |  |  |                                |                                |                                |                                |                           |                           |                           |                           |                           |                           |
|  | 4 décembre 2025 à Madurai          | 4 décembre 2025 à Madurai          | 4 décembre 2025 à Madurai          | 4 décembre 2025 à Madurai          |  |  | 6 décembre 2025 à Madurai      | 6 décembre 2025 à Madurai      | 6 décembre 2025 à Madurai      | 6 décembre 2025 à Madurai      |                           |                           | 8 décembre 2025 à Madurai | 8 décembre 2025 à Madurai | 8 décembre 2025 à Madurai | 8 décembre 2025 à Madurai |
|  | 4 décembre 2025 à Madurai          | 4 décembre 2025 à Madurai          | 4 décembre 2025 à Madurai          | 4 décembre 2025 à Madurai          |  |  | 6 décembre 2025 à Madurai      | 6 décembre 2025 à Madurai      | 6 décembre 2025 à Madurai      | 6 décembre 2025 à Madurai      |                           |                           | 8 décembre 2025 à Madurai | 8 décembre 2025 à Madurai | 8 décembre 2025 à Madurai | 8 décembre 2025 à Madurai |
|  | ?3                                 | 5e meilleur 3e de groupe           |                                    |                                    |  |  | 6 décembre 2025 à Madurai      | 6 décembre 2025 à Madurai      | 6 décembre 2025 à Madurai      | 6 décembre 2025 à Madurai      |                           |                           | 8 décembre 2025 à Madurai | 8 décembre 2025 à Madurai | 8 décembre 2025 à Madurai | 8 décembre 2025 à Madurai |
|  | ?3                                 | 5e meilleur 3e de groupe           |                                    |                                    |  |  | 6 décembre 2025 à Madurai      | 6 décembre 2025 à Madurai      | 6 décembre 2025 à Madurai      | 6 décembre 2025 à Madurai      |                           |                           | 8 décembre 2025 à Madurai | 8 décembre 2025 à Madurai | 8 décembre 2025 à Madurai | 8 décembre 2025 à Madurai |
|  | ?4                                 | 6e meilleur 4e de groupe           |                                    |                                    |  |  | 6 décembre 2025 à Madurai      | 6 décembre 2025 à Madurai      | 6 décembre 2025 à Madurai      | 6 décembre 2025 à Madurai      |                           |                           | 8 décembre 2025 à Madurai | 8 décembre 2025 à Madurai | 8 décembre 2025 à Madurai | 8 décembre 2025 à Madurai |
|  | ?4                                 | 6e meilleur 4e de groupe           | -                                  | Vainqueur match 37                 |  |  |                                |                                |                                |                                |                           |                           | 8 décembre 2025 à Madurai | 8 décembre 2025 à Madurai | 8 décembre 2025 à Madurai | 8 décembre 2025 à Madurai |
|  | 4 décembre 2025 à Madurai          |                                    | -                                  | Vainqueur match 37                 |  |  |                                |                                |                                |                                |                           |                           | 8 décembre 2025 à Madurai | 8 décembre 2025 à Madurai | 8 décembre 2025 à Madurai | 8 décembre 2025 à Madurai |
|  |                                    |                                    | -                                  | Vainqueur match 40                 |  |  |                                |                                |                                |                                |                           |                           | 8 décembre 2025 à Madurai | 8 décembre 2025 à Madurai | 8 décembre 2025 à Madurai | 8 décembre 2025 à Madurai |
|  | ?4                                 | 2e meilleur 4e de groupe           | -                                  | Vainqueur match 40                 |  |  |                                |                                |                                |                                |                           |                           | 8 décembre 2025 à Madurai | 8 décembre 2025 à Madurai | 8 décembre 2025 à Madurai | 8 décembre 2025 à Madurai |
|  | ?4                                 | 2e meilleur 4e de groupe           | 6 décembre 2025 à Madurai          |                                    |  |  |                                |                                |                                |                                |                           |                           | 8 décembre 2025 à Madurai | 8 décembre 2025 à Madurai | 8 décembre 2025 à Madurai | 8 décembre 2025 à Madurai |
|  | ?4                                 | 3e meilleur 4e de groupe           |                                    |                                    |  |  |                                |                                |                                |                                |                           |                           | 8 décembre 2025 à Madurai | 8 décembre 2025 à Madurai | 8 décembre 2025 à Madurai | 8 décembre 2025 à Madurai |
|  | ?4                                 | 3e meilleur 4e de groupe           | -                                  | Vainqueur match 51                 |  |  |                                |                                |                                |                                |                           |                           |                           |                           |                           |                           |
|  | 4 décembre 2025 à Madurai          |                                    | -                                  | Vainqueur match 51                 |  |  |                                |                                |                                |                                |                           |                           |                           |                           |                           |                           |
|  |                                    |                                    | -                                  | Vainqueur match 52                 |  |  |                                |                                |                                |                                |                           |                           |                           |                           |                           |                           |
|  | ?3                                 | 6e meilleur 3e de groupe           | -                                  | Vainqueur match 52                 |  |  |                                |                                |                                |                                |                           |                           |                           |                           |                           |                           |
|  | ?3                                 | 6e meilleur 3e de groupe           |                                    |                                    |  |  |                                |                                |                                |                                |                           |                           |                           |                           |                           |                           |
|  | ?4                                 | 5e meilleur 4e de groupe           |                                    |                                    |  |  |                                |                                |                                |                                |                           |                           |                           |                           |                           |                           |
|  | ?4                                 | 5e meilleur 4e de groupe           | -                                  | Vainqueur match 38                 |  |  | Match pour la 19e place        | Match pour la 19e place        | Match pour la 19e place        | Match pour la 19e place        |                           |                           |                           |                           |                           |                           |
|  | 4 décembre 2025 à Madurai          |                                    | -                                  | Vainqueur match 38                 |  |  | Match pour la 19e place        | Match pour la 19e place        | Match pour la 19e place        | Match pour la 19e place        |                           |                           |                           |                           |                           |                           |
|  |                                    |                                    | -                                  | Vainqueur match 39                 |  |  |                                |                                | 8 décembre 2025 à Madurai      | 8 décembre 2025 à Madurai      | 8 décembre 2025 à Madurai | 8 décembre 2025 à Madurai |                           |                           |                           |                           |
|  | ?4                                 | 1er meilleur 4e de groupe          | -                                  | Vainqueur match 39                 |  |  |                                |                                | 8 décembre 2025 à Madurai      | 8 décembre 2025 à Madurai      | 8 décembre 2025 à Madurai | 8 décembre 2025 à Madurai |                           |                           |                           |                           |
|  | ?4                                 | 1er meilleur 4e de groupe          |                                    |                                    |  |  |                                |                                |                                | -                              | Perdant match 51          |                           |                           |                           |                           |                           |
|  | ?4                                 | 4e meilleur 4e de groupe           |                                    |                                    |  |  |                                |                                |                                | -                              | Perdant match 51          |                           |                           |                           |                           |                           |
|  | ?4                                 | 4e meilleur 4e de groupe           | -                                  | Perdant match 52                   |  |  |                                |                                |                                |                                |                           |                           |                           |                           |                           |                           |
|  |                                    |                                    |                                    |                                    |  |  |                                |                                |                                |                                |                           |                           |                           |                           |                           |                           |

#### Tableau de classement pour la21eplace
|  | Demi-finales pour la 21e place | Demi-finales pour la 21e place | Demi-finales pour la 21e place | Demi-finales pour la 21e place |  |  | Match pour la 21e place   | Match pour la 21e place   | Match pour la 21e place   | Match pour la 21e place   |
|  |                                |                                |                                |                                |  |  |                           |                           |                           |                           |
|  | 6 décembre 2025 à Madurai      | 6 décembre 2025 à Madurai      | 6 décembre 2025 à Madurai      | 6 décembre 2025 à Madurai      |  |  | 8 décembre 2025 à Madurai | 8 décembre 2025 à Madurai | 8 décembre 2025 à Madurai | 8 décembre 2025 à Madurai |
|  | -                              | Perdant match 37               |                                |                                |  |  | 8 décembre 2025 à Madurai | 8 décembre 2025 à Madurai | 8 décembre 2025 à Madurai | 8 décembre 2025 à Madurai |
|  | -                              | Perdant match 37               |                                |                                |  |  | 8 décembre 2025 à Madurai | 8 décembre 2025 à Madurai | 8 décembre 2025 à Madurai | 8 décembre 2025 à Madurai |
|  | -                              | Perdant match 40               |                                |                                |  |  | 8 décembre 2025 à Madurai | 8 décembre 2025 à Madurai | 8 décembre 2025 à Madurai | 8 décembre 2025 à Madurai |
|  | -                              | Perdant match 40               | -                              | Vainqueur match 49             |  |  |                           |                           |                           |                           |
|  | 6 décembre 2025 à Madurai      |                                | -                              | Vainqueur match 49             |  |  |                           |                           |                           |                           |
|  |                                |                                | -                              | Vainqueur match 50             |  |  |                           |                           |                           |                           |
|  | -                              | Perdant match 38               | -                              | Vainqueur match 50             |  |  |                           |                           |                           |                           |
|  | -                              | Perdant match 38               |                                |                                |  |  |                           |                           |                           |                           |
|  | -                              | Perdant match 39               |                                |                                |  |  |                           |                           |                           |                           |
|  | -                              | Perdant match 39               | Match pour la 23e place        |                                |  |  |                           |                           |                           |                           |
|  |                                |                                |                                |                                |  |  |                           |                           |                           |                           |
|  | 8 décembre 2025 à Madurai      |                                |                                |                                |  |  |                           |                           |                           |                           |
|  | -                              | Perdant match 49               |                                |                                |  |  |                           |                           |                           |                           |
|  | -                              | Perdant match 49               |                                |                                |  |  |                           |                           |                           |                           |
|  | -                              | Perdant match 50               |                                |                                |  |  |                           |                           |                           |                           |
|  | -                              | Perdant match 50               |                                |                                |  |  |                           |                           |                           |                           |

#### Quarts de finale pour la17eplace
| Match 37        | 5e meilleur 3e de groupe | -   | 6e meilleur 4e de groupe | MGR Race Course Stadium, Madurai |                             |
| 4 décembre 2025 |                          | (-) |                          | Arbitrage : Arbitre vidéo :      | Arbitrage : Arbitre vidéo : |

| Match 38        | 6e meilleur 3e de groupe | -   | 5e meilleur 4e de groupe | MGR Race Course Stadium, Madurai |                             |
| 4 décembre 2025 |                          | (-) |                          | Arbitrage : Arbitre vidéo :      | Arbitrage : Arbitre vidéo : |

| Match 39        | 1er meilleur 4e de groupe | -   | 4e meilleur 4e de groupe | MGR Race Course Stadium, Madurai |                             |
| 4 décembre 2025 |                           | (-) |                          | Arbitrage : Arbitre vidéo :      | Arbitrage : Arbitre vidéo : |

| Match 40        | 2e meilleur 4e de groupe | -   | 3e meilleur 4e de groupe | MGR Race Course Stadium, Madurai |                             |
| 4 décembre 2025 |                          | (-) |                          | Arbitrage : Arbitre vidéo :      | Arbitrage : Arbitre vidéo : |

#### Demi-finales pour la21eplace
| Match 49        | Perdant match 37 | -   | Perdant match 40 | MGR Race Course Stadium, Madurai |                             |
| 6 décembre 2025 |                  | (-) |                  | Arbitrage : Arbitre vidéo :      | Arbitrage : Arbitre vidéo : |

| Match 50        | Perdant match 38 | -   | Perdant match 39 | MGR Race Course Stadium, Madurai |                             |
| 6 décembre 2025 |                  | (-) |                  | Arbitrage : Arbitre vidéo :      | Arbitrage : Arbitre vidéo : |

#### Demi-finales pour la17eplace
| Match 51        | Vainqueur match 37 | -   | Vainqueur match 40 | MGR Race Course Stadium, Madurai |                             |
| 6 décembre 2025 |                    | (-) |                    | Arbitrage : Arbitre vidéo :      | Arbitrage : Arbitre vidéo : |

| Match 52        | Vainqueur match 38 | -   | Vainqueur match 39 | MGR Race Course Stadium, Madurai |                             |
| 6 décembre 2025 |                    | (-) |                    | Arbitrage : Arbitre vidéo :      | Arbitrage : Arbitre vidéo : |

#### Match pour la23eplace
| Match 61        | Perdant match 49 | -   | Perdant match 50 | MGR Race Course Stadium, Madurai |                             |
| 8 décembre 2025 |                  | (-) |                  | Arbitrage : Arbitre vidéo :      | Arbitrage : Arbitre vidéo : |

#### Match pour la21eplace
| Match 62        | Vainqueur match 49 | -   | Vainqueur match 50 | MGR Race Course Stadium, Madurai |                             |
| 8 décembre 2025 |                    | (-) |                    | Arbitrage : Arbitre vidéo :      | Arbitrage : Arbitre vidéo : |

#### Match pour la19eplace
| Match 63        | Perdant match 51 | -   | Perdant match 52 | MGR Race Course Stadium, Madurai |                             |
| 8 décembre 2025 |                  | (-) |                  | Arbitrage : Arbitre vidéo :      | Arbitrage : Arbitre vidéo : |

#### Match pour la17eplace
| Match 64        | Vainqueur match 51 | -   | Vainqueur match 52 | MGR Race Course Stadium, Madurai |                             |
| 8 décembre 2025 |                    | (-) |                    | Arbitrage : Arbitre vidéo :      | Arbitrage : Arbitre vidéo : |

#### Tableau de classement pour la9eplace
|  | Quarts de finale pour la 9e place | Quarts de finale pour la 9e place | Quarts de finale pour la 9e place | Quarts de finale pour la 9e place |  |  | Demi-finales pour la 9e place | Demi-finales pour la 9e place | Demi-finales pour la 9e place | Demi-finales pour la 9e place |                           |                           | Match pour la 9e place    | Match pour la 9e place    | Match pour la 9e place    | Match pour la 9e place    |
|  |                                   |                                   |                                   |                                   |  |  |                               |                               |                               |                               |                           |                           |                           |                           |                           |                           |
|  | 4 décembre 2025 à Chennai         | 4 décembre 2025 à Chennai         | 4 décembre 2025 à Chennai         | 4 décembre 2025 à Chennai         |  |  | 6 décembre 2025 à Chennai     | 6 décembre 2025 à Chennai     | 6 décembre 2025 à Chennai     | 6 décembre 2025 à Chennai     |                           |                           | 9 décembre 2025 à Chennai | 9 décembre 2025 à Chennai | 9 décembre 2025 à Chennai | 9 décembre 2025 à Chennai |
|  | 4 décembre 2025 à Chennai         | 4 décembre 2025 à Chennai         | 4 décembre 2025 à Chennai         | 4 décembre 2025 à Chennai         |  |  | 6 décembre 2025 à Chennai     | 6 décembre 2025 à Chennai     | 6 décembre 2025 à Chennai     | 6 décembre 2025 à Chennai     |                           |                           | 9 décembre 2025 à Chennai | 9 décembre 2025 à Chennai | 9 décembre 2025 à Chennai | 9 décembre 2025 à Chennai |
|  | ?2                                | 3e meilleur 2e de groupe          |                                   |                                   |  |  | 6 décembre 2025 à Chennai     | 6 décembre 2025 à Chennai     | 6 décembre 2025 à Chennai     | 6 décembre 2025 à Chennai     |                           |                           | 9 décembre 2025 à Chennai | 9 décembre 2025 à Chennai | 9 décembre 2025 à Chennai | 9 décembre 2025 à Chennai |
|  | ?2                                | 3e meilleur 2e de groupe          |                                   |                                   |  |  | 6 décembre 2025 à Chennai     | 6 décembre 2025 à Chennai     | 6 décembre 2025 à Chennai     | 6 décembre 2025 à Chennai     |                           |                           | 9 décembre 2025 à Chennai | 9 décembre 2025 à Chennai | 9 décembre 2025 à Chennai | 9 décembre 2025 à Chennai |
|  | ?3                                | 4e meilleur 3e de groupe          |                                   |                                   |  |  | 6 décembre 2025 à Chennai     | 6 décembre 2025 à Chennai     | 6 décembre 2025 à Chennai     | 6 décembre 2025 à Chennai     |                           |                           | 9 décembre 2025 à Chennai | 9 décembre 2025 à Chennai | 9 décembre 2025 à Chennai | 9 décembre 2025 à Chennai |
|  | ?3                                | 4e meilleur 3e de groupe          | -                                 | Vainqueur match 41                |  |  |                               |                               |                               |                               |                           |                           | 9 décembre 2025 à Chennai | 9 décembre 2025 à Chennai | 9 décembre 2025 à Chennai | 9 décembre 2025 à Chennai |
|  | 4 décembre 2025 à Chennai         |                                   | -                                 | Vainqueur match 41                |  |  |                               |                               |                               |                               |                           |                           | 9 décembre 2025 à Chennai | 9 décembre 2025 à Chennai | 9 décembre 2025 à Chennai | 9 décembre 2025 à Chennai |
|  |                                   |                                   | -                                 | Vainqueur match 44                |  |  |                               |                               |                               |                               |                           |                           | 9 décembre 2025 à Chennai | 9 décembre 2025 à Chennai | 9 décembre 2025 à Chennai | 9 décembre 2025 à Chennai |
|  | ?2                                | 6e meilleur 4e de groupe          | -                                 | Vainqueur match 44                |  |  |                               |                               |                               |                               |                           |                           | 9 décembre 2025 à Chennai | 9 décembre 2025 à Chennai | 9 décembre 2025 à Chennai | 9 décembre 2025 à Chennai |
|  | ?2                                | 6e meilleur 4e de groupe          | 6 décembre 2025 à Chennai         |                                   |  |  |                               |                               |                               |                               |                           |                           | 9 décembre 2025 à Chennai | 9 décembre 2025 à Chennai | 9 décembre 2025 à Chennai | 9 décembre 2025 à Chennai |
|  | ?3                                | 1er meilleur 4e de groupe         |                                   |                                   |  |  |                               |                               |                               |                               |                           |                           | 9 décembre 2025 à Chennai | 9 décembre 2025 à Chennai | 9 décembre 2025 à Chennai | 9 décembre 2025 à Chennai |
|  | ?3                                | 1er meilleur 4e de groupe         | -                                 | Vainqueur match 55                |  |  |                               |                               |                               |                               |                           |                           |                           |                           |                           |                           |
|  | 4 décembre 2025 à Chennai         |                                   | -                                 | Vainqueur match 55                |  |  |                               |                               |                               |                               |                           |                           |                           |                           |                           |                           |
|  |                                   |                                   | -                                 | Vainqueur match 56                |  |  |                               |                               |                               |                               |                           |                           |                           |                           |                           |                           |
|  | ?2                                | 4e meilleur 3e de groupe          | -                                 | Vainqueur match 56                |  |  |                               |                               |                               |                               |                           |                           |                           |                           |                           |                           |
|  | ?2                                | 4e meilleur 3e de groupe          |                                   |                                   |  |  |                               |                               |                               |                               |                           |                           |                           |                           |                           |                           |
|  | ?3                                | 3e meilleur 4e de groupe          |                                   |                                   |  |  |                               |                               |                               |                               |                           |                           |                           |                           |                           |                           |
|  | ?3                                | 3e meilleur 4e de groupe          | -                                 | Vainqueur match 42                |  |  | Match pour la 11e place       | Match pour la 11e place       | Match pour la 11e place       | Match pour la 11e place       |                           |                           |                           |                           |                           |                           |
|  | 4 décembre 2025 à Chennai         |                                   | -                                 | Vainqueur match 42                |  |  | Match pour la 11e place       | Match pour la 11e place       | Match pour la 11e place       | Match pour la 11e place       |                           |                           |                           |                           |                           |                           |
|  |                                   |                                   | -                                 | Vainqueur match 43                |  |  |                               |                               | 9 décembre 2025 à Chennai     | 9 décembre 2025 à Chennai     | 9 décembre 2025 à Chennai | 9 décembre 2025 à Chennai |                           |                           |                           |                           |
|  | ?2                                | 5e meilleur 4e de groupe          | -                                 | Vainqueur match 43                |  |  |                               |                               | 9 décembre 2025 à Chennai     | 9 décembre 2025 à Chennai     | 9 décembre 2025 à Chennai | 9 décembre 2025 à Chennai |                           |                           |                           |                           |
|  | ?2                                | 5e meilleur 4e de groupe          |                                   |                                   |  |  |                               |                               |                               | -                             | Perdant match 55          |                           |                           |                           |                           |                           |
|  | ?3                                | 2e meilleur 4e de groupe          |                                   |                                   |  |  |                               |                               |                               | -                             | Perdant match 55          |                           |                           |                           |                           |                           |
|  | ?3                                | 2e meilleur 4e de groupe          | -                                 | Perdant match 56                  |  |  |                               |                               |                               |                               |                           |                           |                           |                           |                           |                           |
|  |                                   |                                   |                                   |                                   |  |  |                               |                               |                               |                               |                           |                           |                           |                           |                           |                           |

#### Tableau de classement pour la13eplace
|  | Demi-finales pour la 13e place | Demi-finales pour la 13e place | Demi-finales pour la 13e place | Demi-finales pour la 13e place |  |  | Match pour la 13e place   | Match pour la 13e place   | Match pour la 13e place   | Match pour la 13e place   |
|  |                                |                                |                                |                                |  |  |                           |                           |                           |                           |
|  | 6 décembre 2025 à Chennai      | 6 décembre 2025 à Chennai      | 6 décembre 2025 à Chennai      | 6 décembre 2025 à Chennai      |  |  | 9 décembre 2025 à Chennai | 9 décembre 2025 à Chennai | 9 décembre 2025 à Chennai | 9 décembre 2025 à Chennai |
|  | -                              | Perdant match 41               |                                |                                |  |  | 9 décembre 2025 à Chennai | 9 décembre 2025 à Chennai | 9 décembre 2025 à Chennai | 9 décembre 2025 à Chennai |
|  | -                              | Perdant match 41               |                                |                                |  |  | 9 décembre 2025 à Chennai | 9 décembre 2025 à Chennai | 9 décembre 2025 à Chennai | 9 décembre 2025 à Chennai |
|  | -                              | Perdant match 44               |                                |                                |  |  | 9 décembre 2025 à Chennai | 9 décembre 2025 à Chennai | 9 décembre 2025 à Chennai | 9 décembre 2025 à Chennai |
|  | -                              | Perdant match 44               | -                              | Vainqueur match 53             |  |  |                           |                           |                           |                           |
|  | 6 décembre 2025 à Chennai      |                                | -                              | Vainqueur match 53             |  |  |                           |                           |                           |                           |
|  |                                |                                | -                              | Vainqueur match 54             |  |  |                           |                           |                           |                           |
|  | -                              | Perdant match 42               | -                              | Vainqueur match 54             |  |  |                           |                           |                           |                           |
|  | -                              | Perdant match 42               |                                |                                |  |  |                           |                           |                           |                           |
|  | -                              | Perdant match 43               |                                |                                |  |  |                           |                           |                           |                           |
|  | -                              | Perdant match 43               | Match pour la 15e place        |                                |  |  |                           |                           |                           |                           |
|  |                                |                                |                                |                                |  |  |                           |                           |                           |                           |
|  | 9 décembre 2025 à Chennai      |                                |                                |                                |  |  |                           |                           |                           |                           |
|  | -                              | Perdant match 53               |                                |                                |  |  |                           |                           |                           |                           |
|  | -                              | Perdant match 53               |                                |                                |  |  |                           |                           |                           |                           |
|  | -                              | Perdant match 54               |                                |                                |  |  |                           |                           |                           |                           |
|  | -                              | Perdant match 54               |                                |                                |  |  |                           |                           |                           |                           |

#### Quarts de finale pour la9eplace
| Match 41        | 3e meilleur 2e de groupe | -   | 4e meilleur 3e de groupe | Mayor Radhakrishnan Hockey Stadium, Chennai |                             |
| 4 décembre 2025 |                          | (-) |                          | Arbitrage : Arbitre vidéo :                 | Arbitrage : Arbitre vidéo : |

| Match 42        | 4e meilleur 2e de groupe | -   | 3e meilleur 3e de groupe | Mayor Radhakrishnan Hockey Stadium, Chennai |                             |
| 4 décembre 2025 |                          | (-) |                          | Arbitrage : Arbitre vidéo :                 | Arbitrage : Arbitre vidéo : |

| Match 43        | 5e meilleur 2e de groupe | -   | 2e meilleur 3e de groupe | Mayor Radhakrishnan Hockey Stadium, Chennai |                             |
| 4 décembre 2025 |                          | (-) |                          | Arbitrage : Arbitre vidéo :                 | Arbitrage : Arbitre vidéo : |

| Match 44        | 6e meilleur 2e de groupe | -   | 1er meilleur 3e de groupe | Mayor Radhakrishnan Hockey Stadium, Chennai |                             |
| 4 décembre 2025 |                          | (-) |                           | Arbitrage : Arbitre vidéo :                 | Arbitrage : Arbitre vidéo : |

#### Demi-finales pour la13eplace
| Match 53        | Perdant match 37 | -   | Perdant match 40 | Mayor Radhakrishnan Hockey Stadium, Chennai |                             |
| 6 décembre 2025 |                  | (-) |                  | Arbitrage : Arbitre vidéo :                 | Arbitrage : Arbitre vidéo : |

| Match 54        | Perdant match 38 | -   | Perdant match 39 | Mayor Radhakrishnan Hockey Stadium, Chennai |                             |
| 6 décembre 2025 |                  | (-) |                  | Arbitrage : Arbitre vidéo :                 | Arbitrage : Arbitre vidéo : |

#### Demi-finales pour la9eplace
| Match 55        | Vainqueur match 37 | -   | Vainqueur match 40 | Mayor Radhakrishnan Hockey Stadium, Chennai |                             |
| 6 décembre 2025 |                    | (-) |                    | Arbitrage : Arbitre vidéo :                 | Arbitrage : Arbitre vidéo : |

| Match 56        | Vainqueur match 38 | -   | Vainqueur match 39 | Mayor Radhakrishnan Hockey Stadium, Chennai |                             |
| 6 décembre 2025 |                    | (-) |                    | Arbitrage : Arbitre vidéo :                 | Arbitrage : Arbitre vidéo : |

#### Match pour la15eplace
| Match 65        | Perdant match 53 | -   | Perdant match 54 | Mayor Radhakrishnan Hockey Stadium, Chennai |                             |
| 8 décembre 2025 |                  | (-) |                  | Arbitrage : Arbitre vidéo :                 | Arbitrage : Arbitre vidéo : |

#### Match pour la13eplace
| Match 66        | Vainqueur match 53 | -   | Vainqueur match 54 | Mayor Radhakrishnan Hockey Stadium, Chennai |                             |
| 8 décembre 2025 |                    | (-) |                    | Arbitrage : Arbitre vidéo :                 | Arbitrage : Arbitre vidéo : |

#### Match pour la11eplace
| Match 67        | Perdant match 55 | -   | Perdant match 56 | Mayor Radhakrishnan Hockey Stadium, Chennai |                             |
| 9 décembre 2025 |                  | (-) |                  | Arbitrage : Arbitre vidéo :                 | Arbitrage : Arbitre vidéo : |

#### Match pour la9eplace
| Match 68        | Vainqueur match 55 | -   | Vainqueur match 56 | Mayor Radhakrishnan Hockey Stadium, Chennai |                             |
| 9 décembre 2025 |                    | (-) |                    | Arbitrage : Arbitre vidéo :                 | Arbitrage : Arbitre vidéo : |

### Phase finale

#### Tableau final
|  | Quarts de finale          | Quarts de finale           | Quarts de finale          | Quarts de finale          |  |  | Demi-finales                  | Demi-finales                  | Demi-finales                  | Demi-finales                  |                            |                            | Finale                     | Finale                     | Finale                     | Finale                     |
|  |                           |                            |                           |                           |  |  |                               |                               |                               |                               |                            |                            |                            |                            |                            |                            |
|  | 5 décembre 2025 à Chennai | 5 décembre 2025 à Chennai  | 5 décembre 2025 à Chennai | 5 décembre 2025 à Chennai |  |  | 7 décembre 2025 à Chennai     | 7 décembre 2025 à Chennai     | 7 décembre 2025 à Chennai     | 7 décembre 2025 à Chennai     |                            |                            | 10 décembre 2025 à Chennai | 10 décembre 2025 à Chennai | 10 décembre 2025 à Chennai | 10 décembre 2025 à Chennai |
|  | 5 décembre 2025 à Chennai | 5 décembre 2025 à Chennai  | 5 décembre 2025 à Chennai | 5 décembre 2025 à Chennai |  |  | 7 décembre 2025 à Chennai     | 7 décembre 2025 à Chennai     | 7 décembre 2025 à Chennai     | 7 décembre 2025 à Chennai     |                            |                            | 10 décembre 2025 à Chennai | 10 décembre 2025 à Chennai | 10 décembre 2025 à Chennai | 10 décembre 2025 à Chennai |
|  | ?1                        | 1er meilleur 1er de groupe |                           |                           |  |  | 7 décembre 2025 à Chennai     | 7 décembre 2025 à Chennai     | 7 décembre 2025 à Chennai     | 7 décembre 2025 à Chennai     |                            |                            | 10 décembre 2025 à Chennai | 10 décembre 2025 à Chennai | 10 décembre 2025 à Chennai | 10 décembre 2025 à Chennai |
|  | ?1                        | 1er meilleur 1er de groupe |                           |                           |  |  | 7 décembre 2025 à Chennai     | 7 décembre 2025 à Chennai     | 7 décembre 2025 à Chennai     | 7 décembre 2025 à Chennai     |                            |                            | 10 décembre 2025 à Chennai | 10 décembre 2025 à Chennai | 10 décembre 2025 à Chennai | 10 décembre 2025 à Chennai |
|  | ?2                        | 2e meilleur 2e de groupe   |                           |                           |  |  | 7 décembre 2025 à Chennai     | 7 décembre 2025 à Chennai     | 7 décembre 2025 à Chennai     | 7 décembre 2025 à Chennai     |                            |                            | 10 décembre 2025 à Chennai | 10 décembre 2025 à Chennai | 10 décembre 2025 à Chennai | 10 décembre 2025 à Chennai |
|  | ?2                        | 2e meilleur 2e de groupe   | -                         | Vainqueur match 45        |  |  |                               |                               |                               |                               |                            |                            | 10 décembre 2025 à Chennai | 10 décembre 2025 à Chennai | 10 décembre 2025 à Chennai | 10 décembre 2025 à Chennai |
|  | 5 décembre 2025 à Chennai |                            | -                         | Vainqueur match 45        |  |  |                               |                               |                               |                               |                            |                            | 10 décembre 2025 à Chennai | 10 décembre 2025 à Chennai | 10 décembre 2025 à Chennai | 10 décembre 2025 à Chennai |
|  |                           |                            | -                         | Vainqueur match 48        |  |  |                               |                               |                               |                               |                            |                            | 10 décembre 2025 à Chennai | 10 décembre 2025 à Chennai | 10 décembre 2025 à Chennai | 10 décembre 2025 à Chennai |
|  | ?1                        | 4e meilleur 1er de groupe  | -                         | Vainqueur match 48        |  |  |                               |                               |                               |                               |                            |                            | 10 décembre 2025 à Chennai | 10 décembre 2025 à Chennai | 10 décembre 2025 à Chennai | 10 décembre 2025 à Chennai |
|  | ?1                        | 4e meilleur 1er de groupe  | 7 décembre 2025 à Chennai |                           |  |  |                               |                               |                               |                               |                            |                            | 10 décembre 2025 à Chennai | 10 décembre 2025 à Chennai | 10 décembre 2025 à Chennai | 10 décembre 2025 à Chennai |
|  | ?1                        | 5e meilleur 1er de groupe  |                           |                           |  |  |                               |                               |                               |                               |                            |                            | 10 décembre 2025 à Chennai | 10 décembre 2025 à Chennai | 10 décembre 2025 à Chennai | 10 décembre 2025 à Chennai |
|  | ?1                        | 5e meilleur 1er de groupe  | -                         | Vainqueur match 59        |  |  |                               |                               |                               |                               |                            |                            |                            |                            |                            |                            |
|  | 5 décembre 2025 à Chennai |                            | -                         | Vainqueur match 59        |  |  |                               |                               |                               |                               |                            |                            |                            |                            |                            |                            |
|  |                           |                            | -                         | Vainqueur match 60        |  |  |                               |                               |                               |                               |                            |                            |                            |                            |                            |                            |
|  | ?1                        | 2e meilleur 1er de groupe  | -                         | Vainqueur match 60        |  |  |                               |                               |                               |                               |                            |                            |                            |                            |                            |                            |
|  | ?1                        | 2e meilleur 1er de groupe  |                           |                           |  |  |                               |                               |                               |                               |                            |                            |                            |                            |                            |                            |
|  | ?2                        | 1er meilleur 2e de groupe  |                           |                           |  |  |                               |                               |                               |                               |                            |                            |                            |                            |                            |                            |
|  | ?2                        | 1er meilleur 2e de groupe  | -                         | Vainqueur match 46        |  |  | Match pour la troisième place | Match pour la troisième place | Match pour la troisième place | Match pour la troisième place |                            |                            |                            |                            |                            |                            |
|  | 5 décembre 2025 à Chennai |                            | -                         | Vainqueur match 46        |  |  | Match pour la troisième place | Match pour la troisième place | Match pour la troisième place | Match pour la troisième place |                            |                            |                            |                            |                            |                            |
|  |                           |                            | -                         | Vainqueur match 47        |  |  |                               |                               | 10 décembre 2025 à Chennai    | 10 décembre 2025 à Chennai    | 10 décembre 2025 à Chennai | 10 décembre 2025 à Chennai |                            |                            |                            |                            |
|  | ?1                        | 3e meilleur 1er de groupe  | -                         | Vainqueur match 47        |  |  |                               |                               | 10 décembre 2025 à Chennai    | 10 décembre 2025 à Chennai    | 10 décembre 2025 à Chennai | 10 décembre 2025 à Chennai |                            |                            |                            |                            |
|  | ?1                        | 3e meilleur 1er de groupe  |                           |                           |  |  |                               |                               |                               | -                             | Perdant match 59           |                            |                            |                            |                            |                            |
|  | ?1                        | 6e meilleur 1er de groupe  |                           |                           |  |  |                               |                               |                               | -                             | Perdant match 59           |                            |                            |                            |                            |                            |
|  | ?1                        | 6e meilleur 1er de groupe  | -                         | Perdant match 60          |  |  |                               |                               |                               |                               |                            |                            |                            |                            |                            |                            |
|  |                           |                            |                           |                           |  |  |                               |                               |                               |                               |                            |                            |                            |                            |                            |                            |

#### Tableau de classement pour la5eplace
|  | Demi-finales pour la 5e place | Demi-finales pour la 5e place | Demi-finales pour la 5e place | Demi-finales pour la 5e place |  |  | Match pour la 5e place     | Match pour la 5e place     | Match pour la 5e place     | Match pour la 5e place     |
|  |                               |                               |                               |                               |  |  |                            |                            |                            |                            |
|  | 7 décembre 2025 à Chennai     | 7 décembre 2025 à Chennai     | 7 décembre 2025 à Chennai     | 7 décembre 2025 à Chennai     |  |  | 10 décembre 2025 à Chennai | 10 décembre 2025 à Chennai | 10 décembre 2025 à Chennai | 10 décembre 2025 à Chennai |
|  | -                             | Perdant match 45              |                               |                               |  |  | 10 décembre 2025 à Chennai | 10 décembre 2025 à Chennai | 10 décembre 2025 à Chennai | 10 décembre 2025 à Chennai |
|  | -                             | Perdant match 45              |                               |                               |  |  | 10 décembre 2025 à Chennai | 10 décembre 2025 à Chennai | 10 décembre 2025 à Chennai | 10 décembre 2025 à Chennai |
|  | -                             | Perdant match 48              |                               |                               |  |  | 10 décembre 2025 à Chennai | 10 décembre 2025 à Chennai | 10 décembre 2025 à Chennai | 10 décembre 2025 à Chennai |
|  | -                             | Perdant match 48              | -                             | Vainqueur match 57            |  |  |                            |                            |                            |                            |
|  | 7 décembre 2025 à Chennai     |                               | -                             | Vainqueur match 57            |  |  |                            |                            |                            |                            |
|  |                               |                               | -                             | Vainqueur match 58            |  |  |                            |                            |                            |                            |
|  | -                             | Perdant match 46              | -                             | Vainqueur match 58            |  |  |                            |                            |                            |                            |
|  | -                             | Perdant match 46              |                               |                               |  |  |                            |                            |                            |                            |
|  | -                             | Perdant match 47              |                               |                               |  |  |                            |                            |                            |                            |
|  | -                             | Perdant match 47              | Match pour la 7e place        |                               |  |  |                            |                            |                            |                            |
|  |                               |                               |                               |                               |  |  |                            |                            |                            |                            |
|  | 10 décembre 2025 à Chennai    |                               |                               |                               |  |  |                            |                            |                            |                            |
|  | -                             | Perdant match 57              |                               |                               |  |  |                            |                            |                            |                            |
|  | -                             | Perdant match 57              |                               |                               |  |  |                            |                            |                            |                            |
|  | -                             | Perdant match 58              |                               |                               |  |  |                            |                            |                            |                            |
|  | -                             | Perdant match 58              |                               |                               |  |  |                            |                            |                            |                            |

#### Quarts de finale
| Match 45        | 1er meilleur 1er de groupe | -   | 2e meilleur 2e de groupe | Mayor Radhakrishnan Hockey Stadium, Chennai |                             |
| 5 décembre 2025 |                            | (-) |                          | Arbitrage : Arbitre vidéo :                 | Arbitrage : Arbitre vidéo : |

| Match 46        | 2e meilleur 1er de groupe | -   | 1er meilleur 2e de groupe | Mayor Radhakrishnan Hockey Stadium, Chennai |                             |
| 5 décembre 2025 |                           | (-) |                           | Arbitrage : Arbitre vidéo :                 | Arbitrage : Arbitre vidéo : |

| Match 47        | 3e meilleur 1er de groupe | -   | 6e meilleur 1er de groupe | Mayor Radhakrishnan Hockey Stadium, Chennai |                             |
| 5 décembre 2025 |                           | (-) |                           | Arbitrage : Arbitre vidéo :                 | Arbitrage : Arbitre vidéo : |

| Match 48        | 4e meilleur 1er de groupe | -   | 5e meilleur 1er de groupe | Mayor Radhakrishnan Hockey Stadium, Chennai |                             |
| 5 décembre 2025 |                           | (-) |                           | Arbitrage : Arbitre vidéo :                 | Arbitrage : Arbitre vidéo : |

#### Demi-finales pour la5eplace
| Match 57        | Perdant match 45 | -   | Perdant match 48 | Mayor Radhakrishnan Hockey Stadium, Chennai |                             |
| 7 décembre 2025 |                  | (-) |                  | Arbitrage : Arbitre vidéo :                 | Arbitrage : Arbitre vidéo : |

| Match 58        | Perdant match 46 | -   | Perdant match 47 | Mayor Radhakrishnan Hockey Stadium, Chennai |                             |
| 7 décembre 2025 |                  | (-) |                  | Arbitrage : Arbitre vidéo :                 | Arbitrage : Arbitre vidéo : |

#### Demi-finales
| Match 59        | Vainqueur match 45 | -   | Vainqueur match 48 | Mayor Radhakrishnan Hockey Stadium, Chennai |                             |
| 7 décembre 2025 |                    | (-) |                    | Arbitrage : Arbitre vidéo :                 | Arbitrage : Arbitre vidéo : |

| Match 60        | Vainqueur match 46 | -   | Vainqueur match 47 | Mayor Radhakrishnan Hockey Stadium, Chennai |                             |
| 7 décembre 2025 |                    | (-) |                    | Arbitrage : Arbitre vidéo :                 | Arbitrage : Arbitre vidéo : |

#### Match pour la7eplace
| Match 69         | Perdant match 57 | -   | Perdant match 58 | Mayor Radhakrishnan Hockey Stadium, Chennai |                             |
| 10 décembre 2025 |                  | (-) |                  | Arbitrage : Arbitre vidéo :                 | Arbitrage : Arbitre vidéo : |

#### Match pour la5eplace
| Match 70         | Vainqueur match 57 | -   | Vainqueur match 58 | Mayor Radhakrishnan Hockey Stadium, Chennai |                             |
| 10 décembre 2025 |                    | (-) |                    | Arbitrage : Arbitre vidéo :                 | Arbitrage : Arbitre vidéo : |

#### Match pour la3eplace
| Match 71         | Perdant match 59 | -   | Perdant match 60 | Mayor Radhakrishnan Hockey Stadium, Chennai |                             |
| 10 décembre 2025 |                  | (-) |                  | Arbitrage : Arbitre vidéo :                 | Arbitrage : Arbitre vidéo : |

#### Finale
| Match 72         | Vainqueur match 59 | -   | Vainqueur match 60 | Mayor Radhakrishnan Hockey Stadium, Chennai |                             |
| 10 décembre 2025 |                    | (-) |                    | Arbitrage : Arbitre vidéo :                 | Arbitrage : Arbitre vidéo : |